# Acanthognathus teledectus
Acanthognathus teledectus är en myrart som beskrevs av Brown och Kempf 1969. Acanthognathus teledectus ingår i släktet Acanthognathus och familjen myror. Inga underarter finns listade i Catalogue of Life.

## Bildgalleri

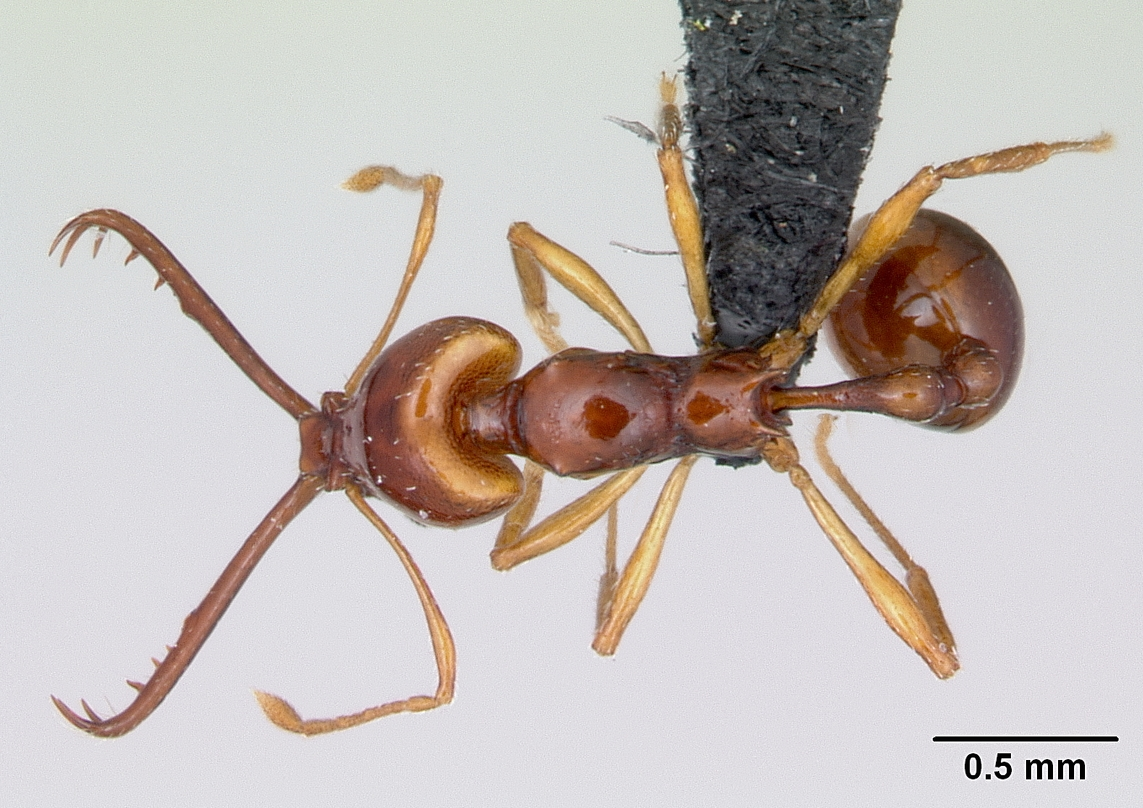
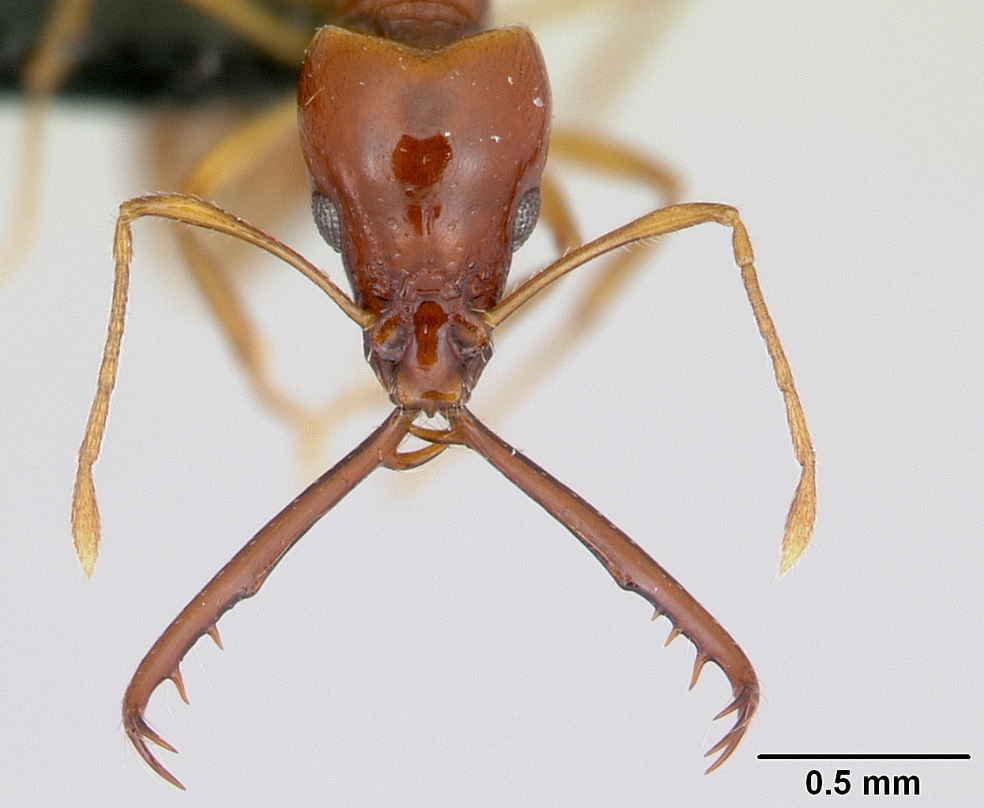
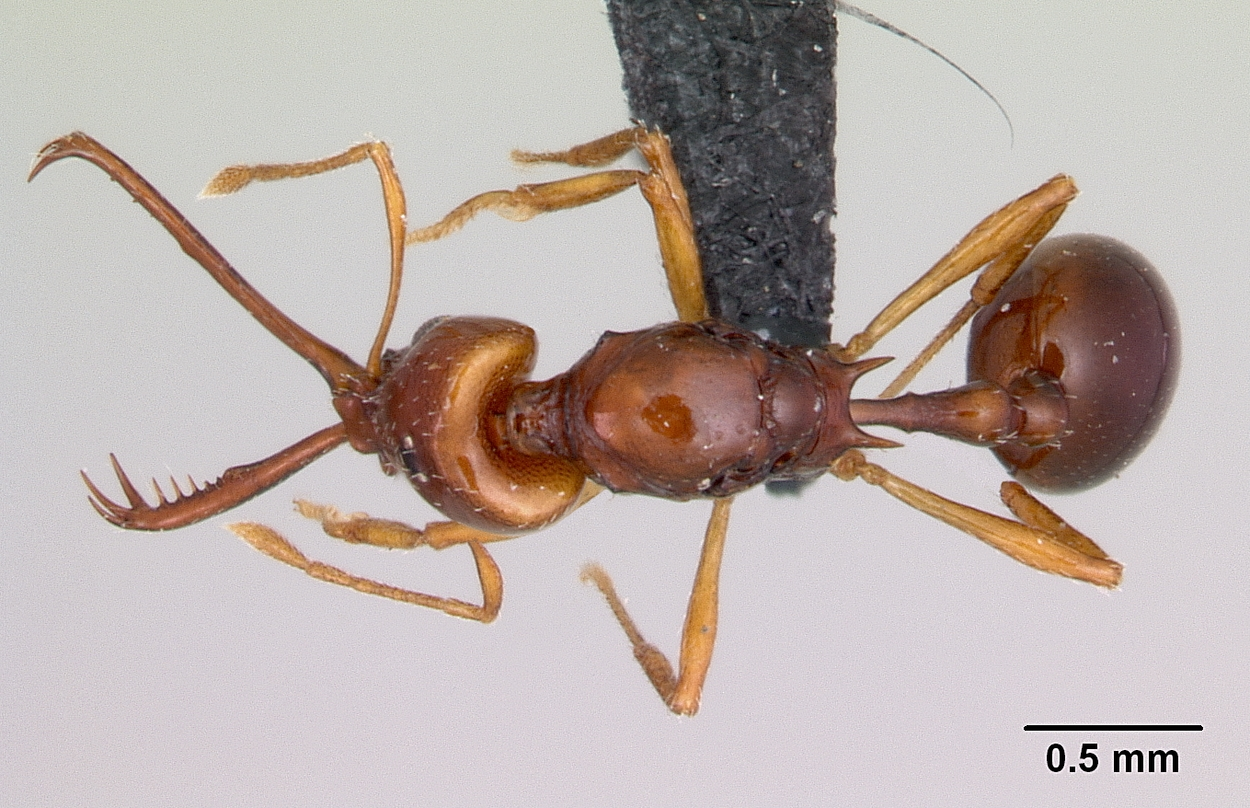
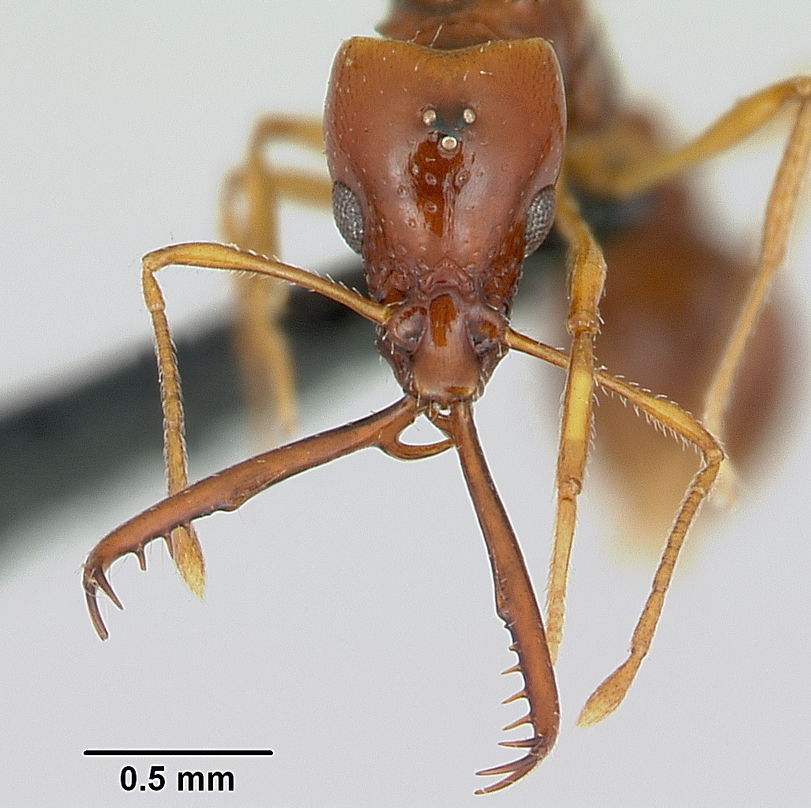